# Gare de Chalon-sur-Saône
Ne doit pas être confondu avec Gare de Châlons-en-Champagne.
La gare de Chalon-sur-Saône est une gare ferroviaire française de la ligne de Paris-Lyon à Marseille-Saint-Charles, située sur le territoire de la commune de Chalon-sur-Saône, dans le département de Saône-et-Loire, en région Bourgogne-Franche-Comté.
C'est une gare de la Société nationale des chemins de fer français (SNCF), desservie par des TGV inOui, des Intercités et par le réseau TER Bourgogne-Franche-Comté.

## Situation ferroviaire
Établie à 179 mètres d'altitude, la gare de Chalon-sur-Saône est située au point kilométrique (PK) 382,150 de la ligne de Paris-Lyon à Marseille-Saint-Charles, entre les gares ouvertes de Fontaines - Mercurey et de Sennecey-le-Grand. Gare de bifurcation, elle est l'origine au PK 0,000 de la ligne de Chalon-sur-Saône à Bourg-en-Bresse (partiellement déclassée) ainsi que l'aboutissement au PK 106,724 de la ligne de Seurre à Chalon-sur-Saône (partiellement déclassée) et au PK 116,343 de la ligne de Cluny à Chalon-sur-Saône (déclassée).

## Histoire
En 1849, lors de l'arrivée de la ligne venant de Paris, inaugurée le 1er septembre, une première gare terminus a été construite dans le centre de Chalon, près de la place de l'obélisque,. Le prolongement de la ligne, vers Lyon, sera inauguré en juin 1851.
Quelques années après la prolongation de la ligne vers Lyon et pour éviter le rebroussement des trains, il fut décidé la construction d'une nouvelle gare de passage, dans le quartier de Saint-Cosme, commune rattachée à Chalon depuis 1855.
Le transfert définitif des arrêts de Chalon-Ville, et son abandon, vers Chalon-Saint-Cosme, la gare actuelle, est décidé en 1893.

La gare, vers 1900
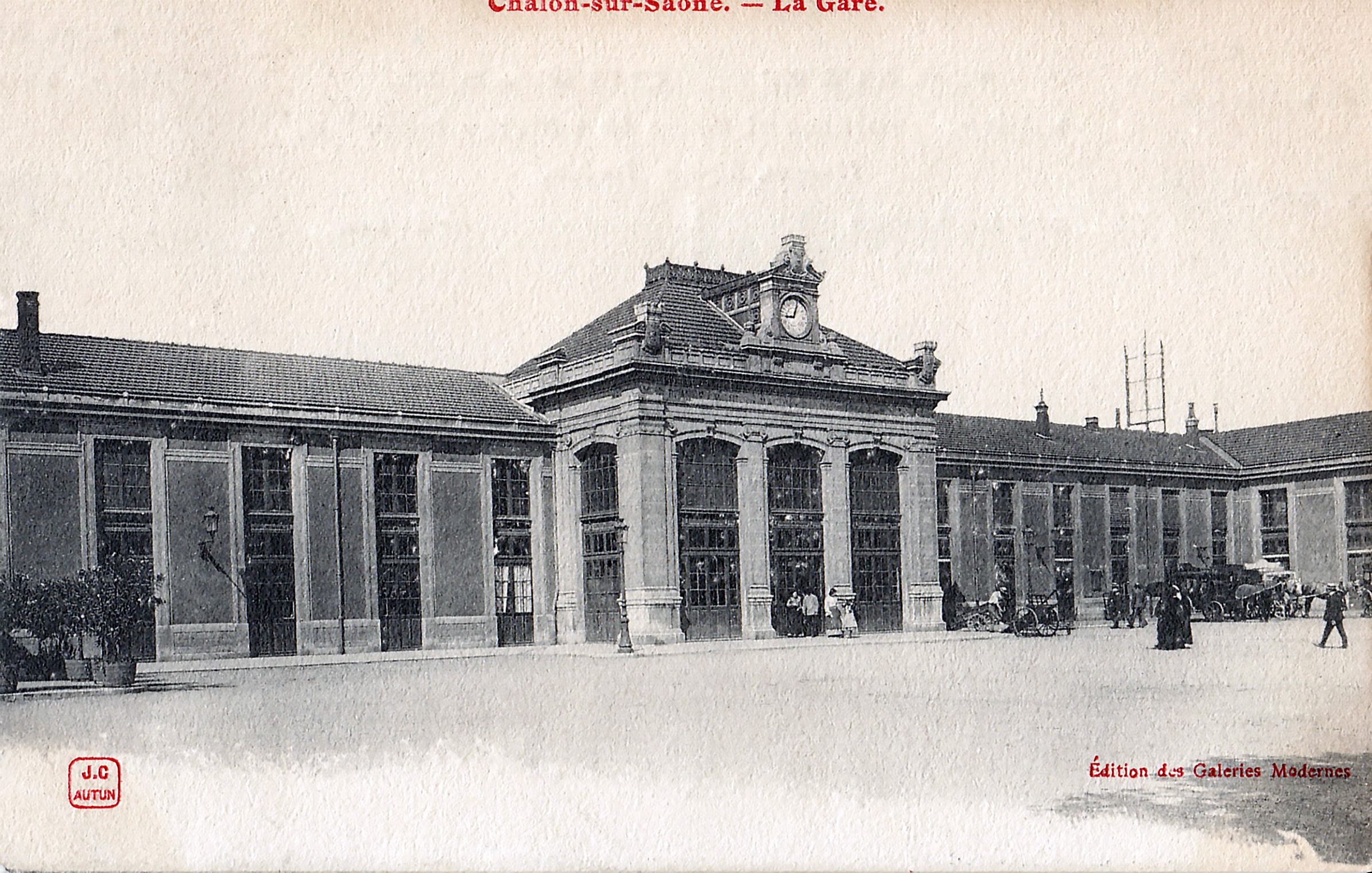
Le bâtiment voyageurs.
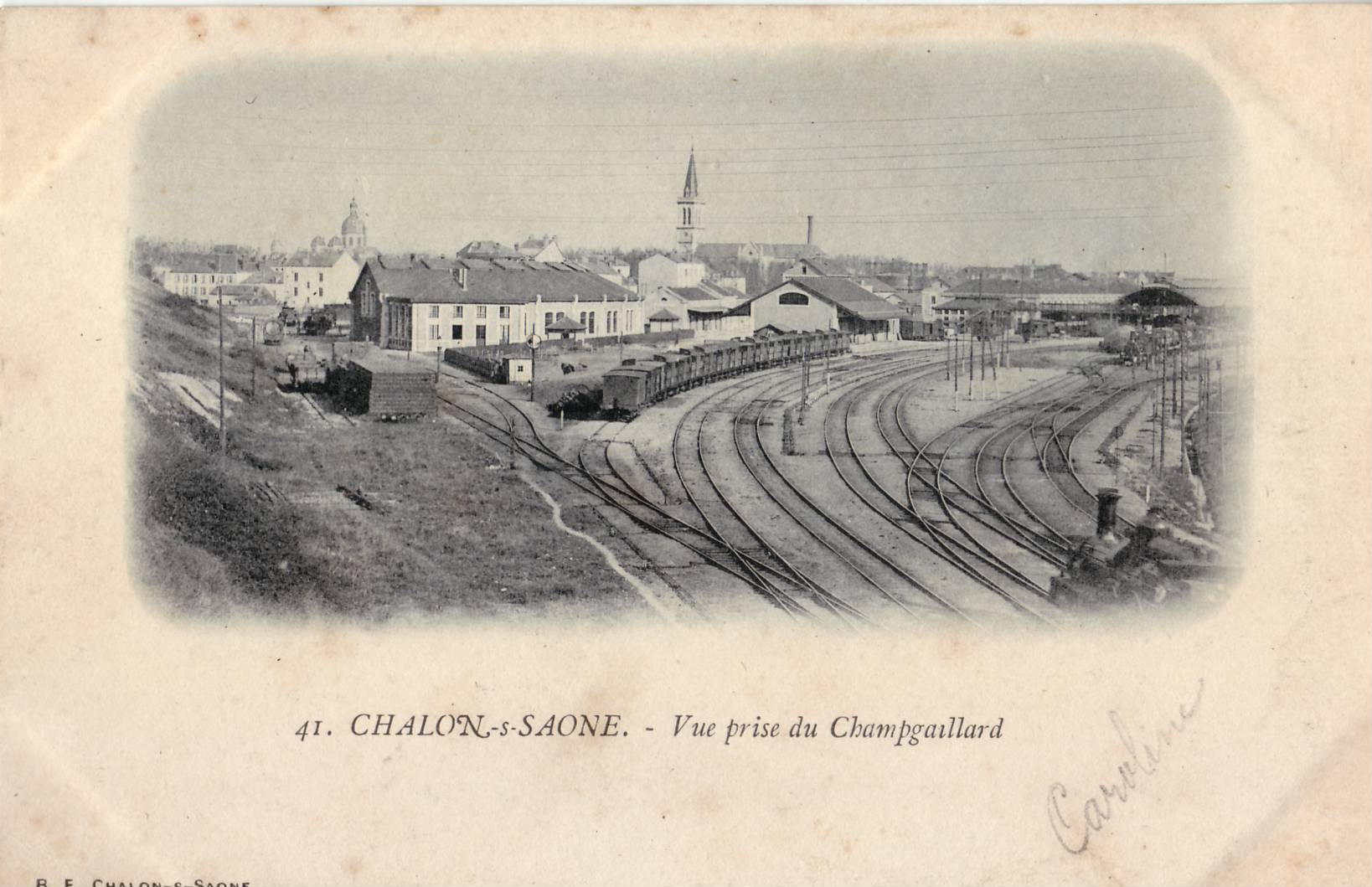
Vue depuis Champgaillard.

Le tracé des voies vers Chalon-Ville est aujourd'hui occupé par le boulevard de la République. L'ancien bâtiment marchandises est visible, en partie, dans la rue de la Banque et l'amorce de la bifurcation, au nord de la gare actuelle, est utilisée comme voies de garage.
Le 4 juillet 2010, un aller-retour en TGV Metz – Marseille et Strasbourg – Montpellier, pour la période estivale, remplace l'aller-retour en Corail Metz – Port-Bou circulant à la même période. Par ailleurs, notamment dans le contexte de la pandémie de Covid-19, le TGV Paris-Gare-de-Lyon – Chalon-sur-Saône (dont la circulation quotidienne n'était plus assurée en dehors des week-ends) est supprimé en 2020.
En 2024 d'importants travaux d'accessibilité sont entrepris, comprenant le rehaussement des quais, la modernisation des voies, le renouvellement des abris de quais et la création d'une passerelle équipée d'ascenseurs. Ces travaux, qui devraient durer jusqu'en 2026, d'un montant de 33 millions d'euros sont financés à hauteur de 67% par l'état et 33% par la région Bourgogne-Franche-Comté,.

## Fréquentation
De 2015 à 2023, selon les estimations de la SNCF, la fréquentation annuelle de la gare s'élève aux nombres indiqués dans le tableau ci-dessous.

| Année                      | 2015      | 2016      | 2017      | 2018      | 2019      | 2020      | 2021      | 2022      | 2023      |
| -------------------------- | --------- | --------- | --------- | --------- | --------- | --------- | --------- | --------- | --------- |
| Voyageurs                  | 1 412 751 | 1 297 413 | 1 366 947 | 1 238 458 | 1 309 047 | 1 040 278 | 1 307 771 | 1 598 581 | 1 602 704 |
| Voyageurs et non voyageurs | 765 939   | 1 621 767 | 1 708 684 | 1 548 072 | 1 636 309 | 1 300 348 | 1 481 873 | 1 998 926 | 2 003 380 |

## Service des voyageurs

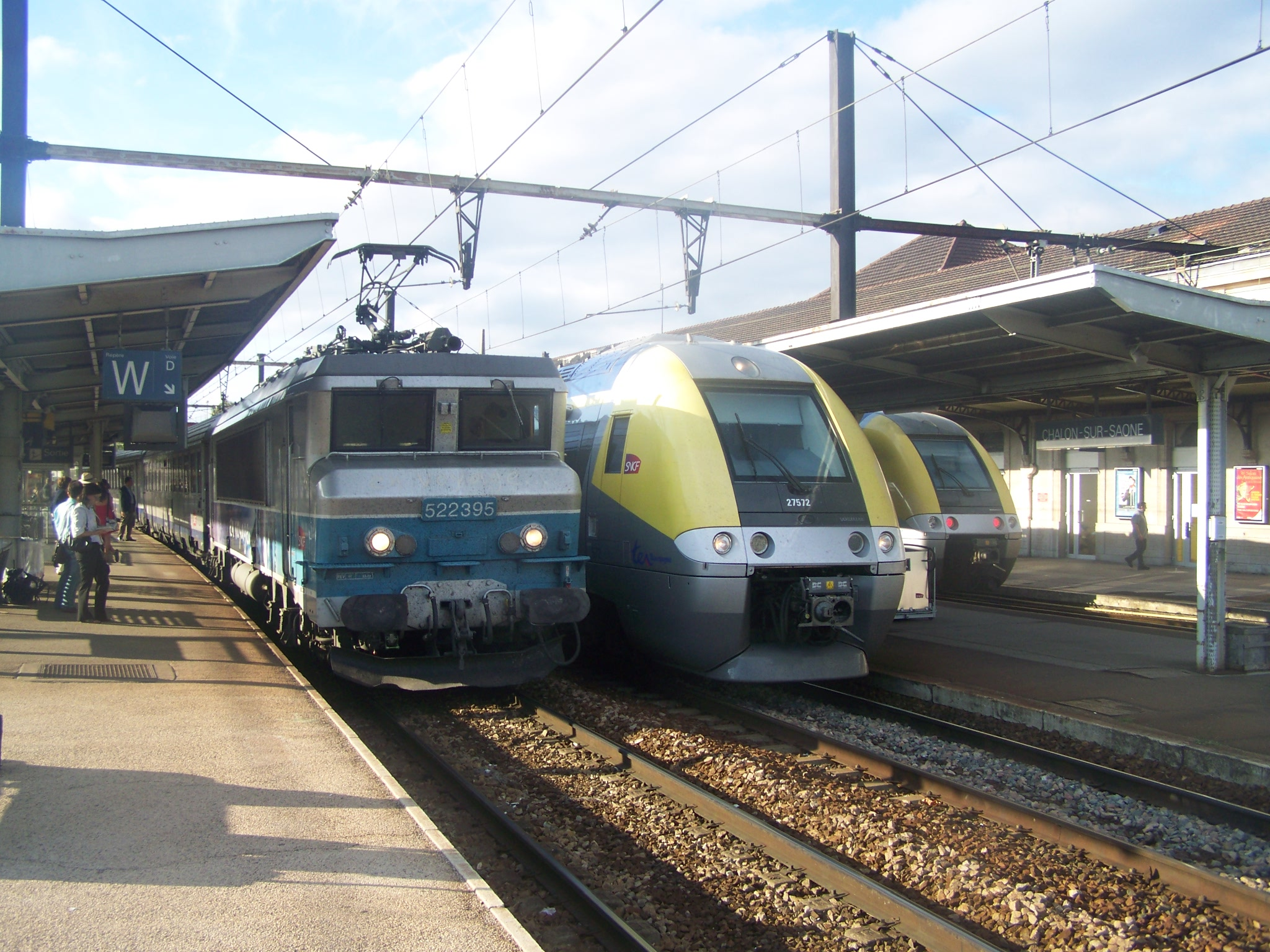
Trains TER en gare.

### Accueil
La gare dispose d'un bâtiment voyageurs, avec guichet ouvert tous les jours sauf le dimanche et les jours fériés. Elle est notamment équipée d'automates pour l'achat de titres de transport, d'une salle d'attente, d'un espace d'accueil information, d'un service objets trouvés et d'un service d'accueil pour les jeunes voyageurs. C'est une gare « Accès Plus » disposant d'aménagements, d'équipements et services pour les personnes à mobilité réduite.
Dans le hall, on trouve également un bar-buffet-restaurant-brasserie et un kiosque à journaux.

### Desserte
Chalon-sur-Saône est une gare de grandes lignes, desservie par des TGV inOui (relations intersecteurs) et un Intercités.
C'est également une gare du réseau TER Bourgogne-Franche-Comté, desservie par des trains express régionaux des relations de : Dijon-Ville (ou Paris-Bercy) à Lyon-Part-Dieu (ou Lyon-Perrache) ; Chalon-sur-Saône à Dijon-Ville, ou Mâcon-Ville.

### Intermodalité
La gare est desservie par le réseau urbain Zoom. Un parc à vélos et un parking sont aménagés à ses abords.

## Service des marchandises
Cette gare est ouverte au service du fret.